# Лешек Мошински
Лѐшек Ю̀зеф Мошѝнски (на полски: Leszek Józef Moszyński) е полски езиковед палеославист, професор, преподавател в Познанския, Торунския и Гданския университет, ръководител на Комитета по славянознание при Полската академия на науките, член на Полската академия на знанията, Македонската академия на науките и изкуствата и Международния комитет на славистите, носител на Кавалерски кръст на Ордена на Възраждане на Полша. Автор на сравнителна граматика на славянските езици – „Въведение в славянската филология“ (на полски: Wstęp do filologii słowiańskiej).

## Трудове
- Geografia niektórych zapożyczeń niemieckich w staropolszczyźnie (1954)
- Wyrównania deklinacyjne w związku z mazurzeniem polskim, ruskim, połabskim (1960)
- Ze studiów nad rękopisem Kodeksu Zografskiego (1961)
- Język Kodeksu Zografskiego (1975)
- Wstęp do filologii słowiańskiej (1984)
- Cerkiewnosłowiańskie tytuły ewangelijne (1990)
- Die vorchristliche Religion der Slaven im Lichte der slavischen Sprachwissenschaft (1992)
- Znaczenie przedcyrylometodejskich tekstów słowiańskich związanych z misją salzburską dla kształtowania się ogólnosłowiańskiej terminologii chrześcijaskiej (1994)